# Droga wojewódzka nr 637
Droga wojewódzka nr 637 (DW637) – droga wojewódzka w województwie mazowieckim o długości 79,5 km łącząca Warszawę z Węgrowem. Droga przebiega przez 4 powiaty: m. st. Warszawę, miński, wołomiński oraz węgrowski.
Na terenie Warszawy biegnie ulicami: Pułkową, Marymoncką, Słowackiego, Popiełuszki, al. Jana Pawła II, Słomińskiego, mostem Gdańskim, Starzyńskiego, Jagiellońską, św. Cyryla i Metodego (w przeciwnym kierunku Ratuszową), Targową, Zamoyskiego, Grochowską, Marsa, Cyrulików i Okuniewską.
19 września 2019 roku na terenie Warszawy skrócono jej przebieg i od tego dnia biegnie tylko do ul. Żołnierskiej poprzez ul. Strażacką - która od tego samego dnia stała się drogą wojewódzką.
Droga wojewódzka DW637 jest odcinkiem dawnego Traktu Liwskiego istniejącego od średniowiecza do XIX wieku, który prowadził z Warszawy do Liwa, a dalej przez Brześć Litewski na Litwę i Ruś. Stracił on swoje międzynarodowe znaczenie po wybudowaniu Drogi Terespolskiej zwanej Traktem Brzeskim, która obecnie wchodzi w skład europejskiego szlaku komunikacyjnego E30.